# Gypona adita
Gypona adita är en insektsart som beskrevs av Delong och Freytag 1964. Gypona adita ingår i släktet Gypona och familjen dvärgstritar. Inga underarter finns listade i Catalogue of Life.